# Tomas Seyler
Tomas Seyler (Bremerhaven, 16 juli 1974 – 11 juli 2024) was een Duitse darter. Zijn bijnaam luidde Shorty.

## Carrière
Hij bereikte de tweede ronde van de Winmau World Masters in 2003 en versloeg Vincent van der Voort in de eerste ronde, maar verloor van Raymond van Barneveld. Hij bereikte ook de kwartfinale van de World Darts Trophy in 2004, door Bob Taylor en Tony West te verslaan voordat hij verloor van Martin Adams. Hij won de German Gold Cup in 2005.
Seyler maakte zijn PDC-debuut op het PDC World Darts Championship 2006. Hij versloeg de favoriet van het publiek Jamie Harvey uit Schotland in de eerste ronde, maar verloor van de Nederlander Roland Scholten in de tweede ronde. Hij keerde terug naar Purfleet voor het PDC World Darts Championship 2007, maar de Duitse nummer één verloor in de eerste ronde van de nummer één van de wereld, Colin Lloyd. In 2010 speelde hij in Alexandra Palace in Londen voor het PDC World Darts Championship 2010. Hij verloor in de voorronde van de Nederlander Jan van der Rassel. In 2014 verloor Seyler in de eerste ronde van Kevin Painter op het PDC World Darts Championship 2014.
Hij verscheen ook vaak op de Duitse televisiezender SPORT1 en streaming-service DAZN als co-commentator op PDC-darttoernooien.
Seyler overleed op 49-jarige leeftijd. Na een “gezondheidsinzinking” op 29 juni 2024 werd Seyler opgenomen in een ziekenhuis, waar hij op 11 juli 2024 stierf.

## Resultaten op Wereldkampioenschappen

### WDF

#### World Cup
- 2001: Laatste 32 (verloren van Ritchie Davies met 1-4)
- 2003: Laatste 32 (verloren van Steve Duke sr. met 1-4)
- 2005: Laatste 128 (verloren van Pasquale Giustra met 3-4)

### PDC
- 2006: Laatste 32 (verloren van Roland Scholten met 2-4)
- 2007: Laatste 64 (verloren van Colin Lloyd met 0-3)
- 2010: Voorronde (verloren van Jan van der Rassel met 1-4 in legs)
- 2014: Laatste 64 (verloren van Kevin Painter met 0-3)